# Артинский муниципальный округ
А́ртинский муниципальный о́круг — муниципальное образование в Свердловской области. Относится к Западному управленческому округу. Административный центр — посёлок городского типа Арти́.
С точки зрения административно-территориального устройства области, городской округ находится в границах административно-территориальной единицы Артинский район.
С 1 января 2025 года имеет статус муниципального округа.

## География
Городской округ расположен в юго-западной части Свердловской области. Граничит: с севера с Бисертским городским округом, с северо-востока с Нижнесергинским муниципальным районом, с запада с Ачитским городским округом и Красноуфимским округом Свердловской области, с юга с Белокатайским районом Республики Башкортостан, с юго-востока с Нязепетровским муниципальным районом Челябинской области. Общая площадь городского округа составляет 2 780,10 км².

### Реки
- Артя,
- Уфа.

## История
Один из старейших населённых пунктов округа, село Манчаж, было основано в 1652 году. В 1783 году при строящемся заводе возникает посёлок Арти, будущий административный центр округа. 25 февраля 1787 года состоялся пуск Артинского завода.
В декабре 1923 года был образован Артинский район, вошедший в состав Кунгурского округа Уральской области, С 1934 года район в составе Свердловской области.
В 1936 году в Артинском районе был образован Черкасовский сельсовет. В 1937 году из Манчажского района в Артинский был передан Куркинский сельсовет.
В 1940 году Чекмашинский сельсовет был переименован в Бочкаринский. В 1941 году из Манчажского района в Артинский был передан Большекарзинский сельсовет. В 1944 году Большекарзинский, Малокарзинский, Малотавринский, Могильниковский и Новозлатоустовский сельсоветы были переданы из Артинского района в новый Сажинский район.
В 1954 году был упразднён Артя-Шигиринский сельсовет, а Чекмашинский сельсовет был переименован в Бочкаринский. В 1959 году были упразднены Бочкаринский и Сенинский сельсовет.
В 1960 году был упразднён Березовский сельсовет. 1 февраля 1963 года Артинский район объединён с Красноуфимским. 1 марта 1964 года Артинский район был восстановлен и преобразован в сельский район, при этом в его состав вошли Азигуловский, Арийский, Большекарзинский, Каргинский, Куркинский, Малокарзинский, Манчажский, Поташкинский, Пристанинский, Сажинский, Свердловский, Симинчинский, Староартинский, Сухановский и Усть-Манчажский сельсоветы Красноуфимского сельского района, а также Аракаевский, Красноармейский, Тюльгашский и Шараминский сельсоветы Свердловского сельского района. В том же году Красноармейский сельсовет был переименован в Шокуровский. 13 января 1965 года Артинский сельский район был преобразован в Артинский район. В 1966 году Большекарзинский сельсовет был переименован в Барабинский. В 1967 году образован Новозлатоустовский сельсовет.
7 августа 1995 года решением референдума создано муниципальное образование Артинский район. 10 ноября 1996 года муниципальное образование было включено в областной реестр.
31 декабря октября 2004 года Артинский район был наделён статусом городского округа.
С 1 января 2006 года муниципальное образование носит наименование Артинский городской округ.
В рамках административно-территориального устройства Артинский район сохраняет свой статус.

## Население
| 2002    | 2009    | 2010    | 2011    | 2012    | 2013    | 2014    |
| ------- | ------- | ------- | ------- | ------- | ------- | ------- |
| 33 648  | ↘31 358 | ↘29 624 | ↘29 509 | ↘29 076 | ↘28 816 | ↘28 442 |
| 2015    | 2016    | 2017    | 2018    | 2019    | 2020    | 2021    |
| ↘28 139 | ↘27 878 | ↘27 864 | ↘27 641 | ↘27 349 | ↘27 344 | ↘25 640 |
| 2023    |         |         |         |         |         |         |
| ↘25 240 |         |         |         |         |         |         |

Основные народности: русские (77,7%), марийцы (13,4%), татары (7,8%).

## Состав
В состав городского округа и района входят 59 населённых пунктов. При этом городской округ включает 18 территориальных органов местной администрации (население, 2010), а район до 1 октября 2017 года включал 18 административно-территориальных единиц (1 рабочий посёлок и 17 сельсоветов).
| №  | Населённый пункт | Тип населённого пункта      | Население | Территориальная администрация городского округа | Административно- территориальная единица района |
| -- | ---------------- | --------------------------- | --------- | ----------------------------------------------- | ----------------------------------------------- |
| 1  | Азигулово        | село                        | ↘624      | Азигуловская сельская администрация             | Азигуловский сельсовет                          |
| 2  | Андрейково       | деревня                     | ↘217      | Свердловская сельская администрация             | Свердловский сельсовет                          |
| 3  | Арти             | пгт, административный центр | ↘11 572   | Артинская поселковая администрация              | пгт Арти                                        |
| 4  | Артя-Шигири      | деревня                     | ↘210      | Поташкинская сельская администрация             | Поташкинский сельсовет                          |
| 5  | Афонасково       | деревня                     | ↘186      | Пристанинская сельская администрация            | Пристанинский сельсовет                         |
| 6  | Багышково        | деревня                     | ↘338      | Малотавринская сельская администрация           | Малотавринский сельсовет                        |
| 7  | Байбулда         | деревня                     | ↘106      | Малокарзинская сельская администрация           | Малокарзинский сельсовет                        |
| 8  | Бакийково        | деревня                     | ↘213      | Устьманчажская сельская администрация           | Усть-Манчажский сельсовет                       |
| 9  | Бараба           | село                        | ↘303      | Барабинская сельская администрация              | Барабинский сельсовет                           |
| 10 | Берёзовка        | деревня                     | ↘543      | Берёзовская сельская администрация              | Берёзовский сельсовет                           |
| 11 | Биткино          | деревня                     | ↘150      | Азигуловская сельская администрация             | Азигуловский сельсовет                          |
| 12 | Бихметково       | деревня                     | ↘131      | Устьманчажская сельская администрация           | Усть-Манчажский сельсовет                       |
| 13 | Большие Карзи    | село                        | ↘140      | Барабинская сельская администрация              | Барабинский сельсовет                           |
| 14 | Верхние Арти     | деревня                     | ↗11       | Поташкинская сельская администрация             | Поташкинский сельсовет                          |
| 15 | Верхний Бардым   | деревня                     | ↘173      | Симинчинская сельская администрация             | Симинчинский сельсовет                          |
| 16 | Волково          | деревня                     | ↘31       | Пристанинская сельская администрация            | Пристанинский сельсовет                         |
| 17 | Волокушино       | деревня                     | ↘11       | Барабинская сельская администрация              | Барабинский сельсовет                           |
| 18 | Головино         | деревня                     | ↗11       | Симинчинская сельская администрация             | Симинчинский сельсовет                          |
| 19 | Дружино-Бардым   | деревня                     | ↘52       | Азигуловская сельская администрация             | Азигуловский сельсовет                          |
| 20 | Евалак           | деревня                     | ↘7        | Пантелейковская сельская администрация          | Пантелейковский сельсовет                       |
| 21 | Журавли          | деревня                     | ↘56       | Азигуловская сельская администрация             | Азигуловский сельсовет                          |
| 22 | Ильчигулово      | деревня                     | ↘265      | Малокарзинская сельская администрация           | Малокарзинский сельсовет                        |
| 23 | Кадочниково      | деревня                     | ↘86       | Манчажская сельская администрация               | Манчажский сельсовет                            |
| 24 | Комарово         | деревня                     | ↗18       | Пристанинская сельская администрация            | Пристанинский сельсовет                         |
| 25 | Конёво           | деревня                     | ↘197      | Сажинская сельская администрация                | Сажинский сельсовет                             |
| 26 | Кургат           | деревня                     | ↘2        | Новозлатоустовская сельская администрация       | Новозлатоустовский сельсовет                    |
| 27 | Курки            | село                        | ↘419      | Куркинская сельская администрация               | Куркинский сельсовет                            |
| 28 | Малая Дегтярка   | деревня                     | ↘44       | Барабинская сельская администрация              | Барабинский сельсовет                           |
| 29 | Малая Тавра      | село                        | ↘558      | Малотавринская сельская администрация           | Малотавринский сельсовет                        |
| 30 | Малые Карзи      | деревня                     | ↘384      | Малокарзинская сельская администрация           | Малокарзинский сельсовет                        |
| 31 | Манчаж           | село                        | ↘1571     | Манчажская сельская администрация               | Манчажский сельсовет                            |
| 32 | Мараканово       | деревня                     | ↘5        | Куркинская сельская администрация               | Куркинский сельсовет                            |
| 33 | Нижний Бардым    | деревня                     | ↘251      | Симинчинская сельская администрация             | Симинчинский сельсовет                          |
| 34 | Новый Златоуст   | село                        | ↘89       | Новозлатоустовская сельская администрация       | Новозлатоустовский сельсовет                    |
| 35 | Омельково        | деревня                     | ↘145      | Барабинская сельская администрация              | Барабинский сельсовет                           |
| 36 | Пантелейково     | деревня                     | ↗427      | Пантелейковская сельская администрация          | Пантелейковский сельсовет                       |
| 37 | Полдневая        | деревня                     | ↘238      | Свердловская сельская администрация             | Свердловский сельсовет                          |
| 38 | Попово           | деревня                     | ↘50       | Сажинская сельская администрация                | Сажинский сельсовет                             |
| 39 | Поташка          | село                        | ↘490      | Поташкинская сельская администрация             | Поташкинский сельсовет                          |
| 40 | Пристань         | село                        | ↘905      | Пристанинская сельская администрация            | Пристанинский сельсовет                         |
| 41 | Рыбино           | деревня                     | ↘32       | Малотавринская сельская администрация           | Малотавринский сельсовет                        |
| 42 | Сажино           | село                        | ↘1100     | Сажинская сельская администрация                | Сажинский сельсовет                             |
| 43 | Свердловское     | село                        | ↘602      | Свердловская сельская администрация             | Свердловский сельсовет                          |
| 44 | Сенная           | деревня                     | ↗87       | Староартинская сельская администрация           | Староартинский сельсовет                        |
| 45 | Симинчи          | село                        | ↗310      | Симинчинская сельская администрация             | Симинчинский сельсовет                          |
| 46 | Соколята         | деревня                     | ↘76       | Сажинская сельская администрация                | Сажинский сельсовет                             |
| 47 | Стадухино        | деревня                     | ↘35       | Староартинская сельская администрация           | Староартинский сельсовет                        |
| 48 | Старые Арти      | село                        | ↘792      | Староартинская сельская администрация           | Староартинский сельсовет                        |
| 49 | Сухановка        | село                        | ↘531      | Сухановская сельская администрация              | Сухановский сельсовет                           |
| 50 | Токари           | деревня                     | ↘105      | Манчажская сельская администрация               | Манчажский сельсовет                            |
| 51 | Турышовка        | деревня                     | ↘29       | Сажинская сельская администрация                | Сажинский сельсовет                             |
| 52 | Усть-Кишерть     | деревня                     | ↘57       | Новозлатоустовская сельская администрация       | Новозлатоустовский сельсовет                    |
| 53 | Усть-Манчаж      | деревня                     | ↘125      | Устьманчажская сельская администрация           | Усть-Манчажский сельсовет                       |
| 54 | Усть-Югуш        | посёлок                     | ↘231      | Артинская поселковая администрация              | пгт Арти                                        |
| 55 | Чекмаш           | деревня                     | ↘36       | Пристанинская сельская администрация            | Пристанинский сельсовет                         |
| 56 | Черепаново       | деревня                     | ↘10       | Новозлатоустовская сельская администрация       | Новозлатоустовский сельсовет                    |
| 57 | Черкасовка       | деревня                     | ↘116      | Сухановская сельская администрация              | Сухановский сельсовет                           |
| 58 | Широкий Лог      | деревня                     | ↘48       | Новозлатоустовская сельская администрация       | Новозлатоустовский сельсовет                    |
| 59 | Югуш             | деревня                     | ↘4        | Пристанинская сельская администрация            | Пристанинский сельсовет                         |

## СМИ
Выходит газета «Артинские вести».

## Достопримечательности
Памятники природы
Основная статья: Памятники природы Артинского городского округа
На территории округа расположены памятники природы: Сабарский заповедный участок первичных (не пройденных рубками) лесов, гора Кашкабаш, участок горных ковыльных степей, Поташкинская и Берёзовская дубравы, Каменный ложок у деревни Комарово, участок елово-пихтового леса у села Азигулова.